# Islampur, Hungund
Islampur là một làng thuộc tehsil Hungund, huyện Bagalkot, bang Karnataka, Ấn Độ.